# Беренгар (Намюр)
Вижте пояснителната страница за други личности с името Беренгар.
Беренгар (на френски: Bérenger de Namur, † сл. 924, † пр. 946) е от 908 г. comes на Графство Намюр, граф в Ломгау и Майфелд. Той е родоначалник на Дом Намюр.

## Биография
Беренгар се жени за наследничката на Ломегау (comitatus Lomacensis), дъщеря на Регинхар I, маркграф и херцог на Лотарингия (Регинариди).
Той не участва във въстанието на зет му Гизелберт против крал Шарл III. През 924 г. Беренгар пленява зет си Гизелберт, скоро го освобождава, след като получава за заложник един от синовете на другия му зет Регинар II.
Беренгар е вероятно баща на Роберт I († пр. 981), женен за Ерменгарда, дъщеря на Отон I Верденски, херцог на Лотарингия.